# Шукрія Баракзай
Шукрія Баракзай (пушту شکريه بارکزۍ ) — афганська політична діячка, журналістка і відома мусульманська феміністка. Була послом Афганістану в Норвегії. Вона є лауреаткою Міжнародної премії «Редактор року».

## Раннє життя
Народилася в 1970 році в Кабулі, Афганістан. «Баракзай» — поширене ім'я серед пуштунів, однієї з основних етнічних груп країни, і його правителі поділяють з 1830-х років до повалення останнього короля. Вона володіє обома офіційними мовами Афганістану, пушту та дарі, а також англійською. Її дід по батьковій лінії був бізнесменом, а її дід по материнській лінії був сенатором за часів короля Захір-хана.
Баракзай вступила до Кабульського університету в 1990-х роках. На півдорозі до навчання їй довелося припинити навчання через зростання насильства між урядом і моджахедами. У вересні 1996 року таліби захопили Кабул. На той час багато громадян, особливо освічені середні класи, виїхали у вигнання.

## Агітаційна журналістика
Після падіння режиму Талібану Баракзай скористався можливістю і в 2002 році заснувала Aina-E-Zan (Жіноче дзеркало), національну щотижневу газету. Вона проводить кампанії з таких питань, як материнська та дитяча смертність, щодо яких Афганістан має великі проблеми (Всесвітня організація охорони здоров’я (ВООЗ) підрахувала, що в 2003 році в Афганістані була найвища в світі частка жінок, які помирають під час пологів (Коефіцієнт материнської смертності) — 1900 на 100 000 живонароджених). Баракзай стверджує: «Дитячі шлюби, примусові шлюби та насильство щодо жінок все ще є поширеними і загальноприйнятими практиками». Вона зосереджується на великих питаннях, кажучи: «На мою думку, паранджа не така важлива. Важливі освіта, демократія і свобода». Вона підкреслює єдність жінок, а також роль, яку мають відігравати чоловіки.
Баракзай вважає, що такі технології, як мобільні телефони, заборонені за режиму Талібану, допомагають молодим афганцям та афганкам інтегруватися в сучасний світ. Наприклад, використання текстових повідомлень для голосування за учасника телевізійного конкурсу талантів демонструє, як може працювати демократичне голосування. Вона також використовує свою позицію, щоб вказати на відсутність свободи преси та ризики для журналістів та журналісток. («Репортери без кордонів» ставить Афганістан на 156 місце зі 173 у своєму списку свободи преси і каже, що ситуація особливо складна для жінок і тих, хто працює в провінції.)

## Рухай в політику

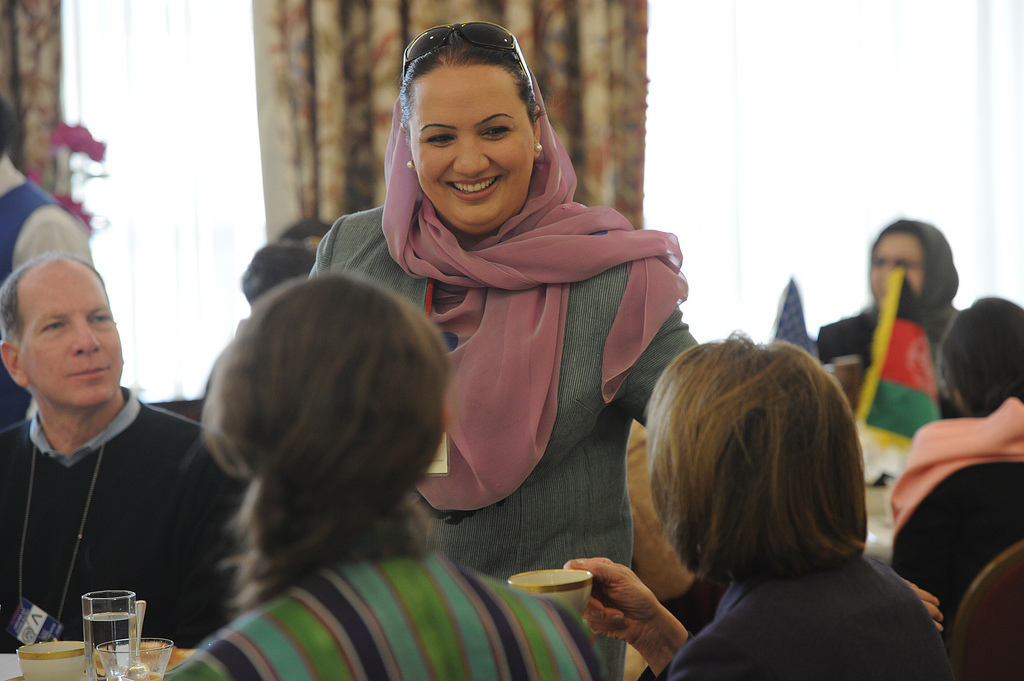
Шукрія Баракзай на сніданку з членами Конгресу США та афганськими парламентаріями в посольстві США в Кабулі, Афганістан.

Баракзай була призначена членом Лойя джирги 2003 року, органу представників з усього Афганістану, який був створений для обговорення та ухвалення нової конституції після падіння Талібану. На виборах у жовтні 2005 року вона була обрана депутатом Народної палати або Волесі Джирги, нижньої палати Національних зборів Афганістану. Вона одна з 71 жінки з 249 депутатів. 
Барзакай є однією з небагатьох жінок-депутатів, які виступають за права жінок, і їй загрожують смертю за свої погляди. Її критика законодавчої влади має широкий спектр: «Наш парламент — це збірка лордів. Воєначальники, наркобарони, кримінальні злочинці». Вона захищала Малалай Джойю, іншу депутатку, яка засудила мілітаризм та зіткнулася з зловживаннями та погрозами насильства в парламенті: «Я була єдиною, я щойно оголосила, що деякі депутати погрожували їй зґвалтувати. [. . . ] Тому після цього вони мовчали». У листопаді 2014 року вона була поранена в результаті нападу смертника на колону, в якій вона їхала в Кабулі. Внаслідок нападу загинули троє людей і 17 отримали поранення.
Після падіння Кабула в 2021 році вона втекла з Афганістану.

## Перегляди
Висловлюючи вдячність за «підтримку міжнародного співтовариства» у створенні до 2004 року умов, у яких могли б процвітати сотні видань і десятки радіостанцій, Баракзай засуджує «підтримку збройних груп і злочинців, що є ключовою частиною політики США». Хоча більшу частину свого життя провела в Кабулі, вона визнає, що столиця насправді не представляє країну, і відмовляється звинувачувати Талібан у всіх труднощах, з якими стикаються афганці: «Коли ми говоримо про Афганістан, ми повинні обговорити умови в вся країна. У багатьох провінціях і селах, які перебувають у дуже поганому стані, немає різниці між періодом до режиму Талібану, часами Талібану та тепер» . Вона виступає проти плану нарощування військ президента США Барака Обами, просячи замість такої кількості солдатів «30 000 вчених чи інженерів». Вона збиралася балотуватися на пост президента Афганістану в 2014 році, оскільки на той час їй виповниться 40, як того вимагає конституція, але не балотувалася.

## Шлюб і сім'я
У Шукрії Баракзай п’ятеро дітей, три дочки та два сини.

## Визнання
World Press Review (Worldpress.org) названо Баракзай міжнародним редактором року у 2004 році. У грудні 2005 року вона була визнана жінкою року за версією програми «Жіночий час» на BBC Radio 4.

## Зовнішні посилання
Вікісховище має мультимедійні дані за темою: Шукрія Баракзай
- Список ресурсів Worldpress: виступи, фотографії, інтерв'ю
- Дженні Мюррей бере інтерв'ю у Баракзай на «Жіночу годину».
- Інтерв'ю в Asharq Al-Awsat
- Кадрія Язданпараст, колишній депутат афганського парламенту
- Баракзай про порушення табу - інтерв'ю в Digital Development Debates